# Nannophyopsis chalcosoma
Nannophyopsis chalcosoma is een libellensoort uit de familie van de korenbouten (Libellulidae), onderorde echte libellen (Anisoptera).
De wetenschappelijke naam Nannophyopsis chalcosoma is voor het eerst geldig gepubliceerd in 1935 door Lieftinck.